# Hipsheim
Hipsheim é uma comuna francesa na região administrativa de Grande Leste, no departamento Baixo Reno. Estende-se por uma área de 4,51 km². Em 2010 a comuna tinha 1 014 habitantes (densidade: 224,8 hab./km²).